# クランベリービーン
クランベリービーン(Cranberry bean)はインゲンマメの品種の一つで、cargamantoとしてコロンビアで育種された。Roman beanやRomano beanとも呼ばれるが、同じくRomano beanと呼ばれるサヤインゲンとは異なる。また、Saluggia beanやrosecoco beanと呼ばれることもある。Saluggia beanという名前は、イタリア北部のサルッジャで1900年初頭から栽培が行われたことに由来する。
大きさは中型から大型で、黄褐色またはヘーゼルナッツ色に赤色か黒色の模様が入っている。

## 特徴

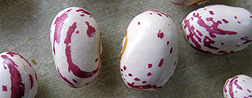
'Crimson' is a new cranberry dry bean.

ボルロッティ(Borlotti bean)は、イタリアでより薄い皮になるように育種されたクランベリービーンの変種である。イタリア、ポルトガル、トルコ、ギリシアの料理に用いられる。
見た目はうずら豆に似るが、クランベリービーンの方が大きい。
クランベリービーンの新しい品種である'Crimson'は、明るい黄褐色にえび茶色の模様を持ち、植物ウイルスへの耐性が高く、収量も多い。